# Mustarahu
Mustarahu är en ö i Moonsund utanför Estlands västkust. Den ligger i Ridala kommun i Läänemaa, 100 km sydväst om huvudstaden Tallinn. Arean är 0,15 kvadratkilometer.
Terrängen på Mustarahu är mycket platt och öns högsta punkt är bara två meter över havet. Strax norrut ligger den större ön Tauksi. Ön ingår i Matsalu nationalpark.